# Stade Brestois 29 2020-2021
Questa voce raccoglie le informazioni riguardanti lo Stade Brestois 29 nelle competizioni ufficiali della stagione 2020-2021.

## Maglie e divise
| Casa | Trasferta | Terza maglia |

Sponsor ufficiale: Queguiner Materieux
Fornitore tecnico: Adidas

## Rosa
Rosa aggiornata al 9 febbraio 2021.
| N. |                    | Ruolo | Calciatore           |
| -- | ------------------ | ----- | -------------------- |
| 1  | Francia (bandiera) | P     | Gautier Larsonneur   |
| 2  | Francia (bandiera) | D     | Jean-Kévin Duverne   |
| 3  | Francia (bandiera) | D     | Lilian Brassier      |
| 4  | Francia (bandiera) | C     | Idrissa Dioh         |
| 5  | Francia (bandiera) | D     | Brendan Chardonnet   |
| 7  | Algeria (bandiera) | C     | Haris Belkebla       |
| 8  | Francia (bandiera) | C     | Paul Lasne           |
| 9  | Francia (bandiera) | A     | Franck Honorat       |
| 10 | Francia (bandiera) | A     | Gaëtan Charbonnier   |
| 12 | Francia (bandiera) | C     | Romain Philippoteaux |
| 14 | Francia (bandiera) | A     | Irvin Cardona        |
| 15 | Benin (bandiera)   | A     | Steve Mounié         |
| 16 | Francia (bandiera) | P     | Sébastien Cibois     |
| 17 | Francia (bandiera) | D     | Dénys Bain           |

| N. |                      | Ruolo | Calciatore            |
| -- | -------------------- | ----- | --------------------- |
| 18 | Francia (bandiera)   | D     | Romain Perraud        |
| 19 | Francia (bandiera)   | C     | Ferris N'Goma         |
| 20 | Francia (bandiera)   | D     | Ronaël Pierre-Gabriel |
| 21 | Francia (bandiera)   | C     | Romain Faivre         |
| 22 | Francia (bandiera)   | D     | Julien Faussurier     |
| 23 | Martinica (bandiera) | D     | Christophe Hérelle    |
| 24 | Francia (bandiera)   | D     | Ludovic Baal          |
| 26 | Francia (bandiera)   | A     | Jérémy Le Douaron     |
| 27 | Francia (bandiera)   | C     | Hugo Magnetti         |
| 28 | Francia (bandiera)   | C     | Hiang'a Mbock         |
| 29 | Francia (bandiera)   | C     | Bandiougou Fadiga     |
| 30 | Tunisia (bandiera)   | P     | Mouez Hassen          |
| 33 | Francia (bandiera)   | C     | Killian Benvindo      |
| 34 | Guinea (bandiera)    | A     | Djibril Bangoura      |